# Hertugdømmet Cornwall
Hertugdømmet Cornwall (kornisk: Duketh Kernow) er en kongelig besiddelse i England bestående af en række landejendomme og andre aktiver i såvel grevskabet Cornwall som en række andre steder i England. Hertugdømmet tilhører den britiske tronfølger (Prinsen af Wales), hvis han samtidig er den regerende monarks ældste (levende) søn. Besiddelsen gør prinsen til en af Storbritanniens største jordejere, og indtægterne fra hertugdømmet finansierer både de offentlige og private udgifter for tronfølgeren og hans nærmeste familie.
Den nuværende hertug er prins William, der blev hertug af Cornwall i 2022, da hans far Charles 3. besteg den engelske trone, efter at have været den person, der har båret titlen hertug af Cornwall i længst tid i hele hertugdømmets historie. Hvis William bestiger den engelske trone, bliver hans ældste søn prins George hertug af Cornwall.
Hertugdømmet blev skabt i 1337 og var det første engelske hertugdømme. I dag er det det ene af to kongelige hertugdømmer i England, hvor det andet er Hertugdømmet Lancaster.
Hertugdømmet omfatter ca. 53.000 hektar jord fordelt på en lang række ejendomme spredt ud over især det sydvestlige England. Det meste af hertugdømmets jorde ligger således udenfor grevskabet Cornwall. Hertugdømmet ejer også en række finansielle aktiver, og dets samlede værdier udgjorde i 2019 ca. 1,1 mia. pund. Hertugdømmet har desuden forskellige juridiske rettigheder og privilegier på tværs af Cornwall og Scilly-øerne, herunder nogle, der andre steder i England hører under kronen. Hertugen udnævner bl.a. en række embedsmænd i grevskabet og fungerer som havnemyndighed for hovedhavnen på Scilly-øerne.
Den britiske regering anser hertugdømmet for at være et organ under kronen og derfor fritaget for at betale selskabsskat. Hertugdømmets skattefritagelsesstatus er dog blevet anfægtet. Siden 1993 har hertugen af Cornwall, dvs. prinsen af Wales, frivilligt betalt indkomstskat af hertugdømmets indkomst, fratrukket de beløb, som han anser for at være officielle udgifter.

## Arvefølge og ledelse
Hertugdømmet tilhører den britiske tronfølger (Prinsen af Wales), hvis han er kongens eller den regerende dronnings ældste (levende) søn. Den ældste søn af den regerende monark arver besiddelsen af hertugdømmet og titlen hertug af Cornwall ved fødslen, eller når hans forælder indtager tronen, men må ikke sælge aktiver for personlig gevinst og har begrænsede rettigheder og indkomst, mens han er mindreårig.Når monarken ikke har nogen mandlige børn, vender hertugdømmets rettigheder og ansvar tilbage til kronen, og der er ingen hertug. Den britiske arvefølgelov fra 2013 (Succession to the Crown Act 2013) ændrer ikke arven til hertugdømmet, så hvis en kommende tronarving er en kvinde, vil hun ikke kunne arve hertugdømmet.
Hertugdømmets råd, kaldet Prinsens Råd ("The Prince's Council"), mødes to gange om året og ledes af hertugen. Prinsens Råd er et rådgivende organ, som bistår hertugen med hensyn til ledelsen af hertugdømmet.

## Oprettelse
Hertugdømmet blev skabt af det tidligere jarledømme Earldom of Cornwalls besiddelser den 17. marts 1337 ved et Royal Great Charter. Det var kong Edward 3., der skabte hertugdømmet for sin søn, Edward, Prince of Wales, kaldet "den sorte prins", som dermed blev den første hertug af Cornwall. Charteret fastslog, at titlen som hertugen af Cornwall altid skulle indehaves af monarkens ældste levende søn og arving til tronen. Yderligere chartre blev udstedt senere af Edward 3. Hertugdømmet bestod af titlen, æren og de jordbesiddelser, der støttede det økonomisk. Charteret gav hertugen visse rettigheder og forpligtelser i grevskabet Cornwall, herunder retten til at udnævne grevskabets sheriff (en højtstående embedsmand) og til overskuddet fra de lokale domstole og havne samt beskatning af den lokale udvinding af tin. Hertugdømmets gods, som var baseret på de tidligere jarlers besiddelser, omfattede ikke hele grevskabet Cornwall, mens omvendt meget af det lå uden for Cornwall. Omfanget af godset har varieret, da forskellige besiddelser er blevet solgt og andre erhvervet gennem årene, både i Cornwall og i andre grevskaber.
Under charteret overgik jarledømmets herregårde til hertugdømmet. De oprindelige 17 herregårde, alle i Cornwall, er kendt som antiqua maneria. Herregårdene uden for Cornwall, der blev givet til hertugdømmet ved dets oprettelse, er kendt som forinseca maneria (udenlandske herregårde), mens godser, der senere blev indarbejdet, blev kendt som annexata maneria. Den første hertug beordrede en undersøgelse kaldet "The Caption of Seisin of the Cornwall" i maj 1337 for at bestemme omfanget af hertugdømmets besiddelser af kornisk jord, herunder herregårde, slotte og afgifter fra riddere og overskuddet fra tinskatterne og sheriffens embede i Cornwall.

## Finansielle forhold
Hertugdømmets hovedaktivitet er forvaltningen af dets jordbesiddelser i England på 135.000 acres eller 550 km2. Dette omfatter lidt over 2 % af grevskabet Cornwall.
Størstedelen af godset ligger uden for Cornwall, hvor halvdelen er på Dartmoor i Devon, med andre store bedrifter i Herefordshire, Somerset og næsten hele Isles of Scilly, herunder næsten en tredjedel af beboelsesbygningerne på øen. Hertugdømmet har også en portefølje af finansielle investeringer.
Administrationen af hertugdømmet er reguleret af en lov fra 1838, Duchies of Lancaster and Cornwall (Accounts) Act 1838, som kræver finansministeriets tilsyn, og at regnskabet skal forelægges for begge kamre i det britiske parlament.
Hertugdømmet har særlige juridiske rettigheder, såsom reglerne om bona vacantia. Denne ret til ejerløs ejendom fungerer til fordel for hertugdømmet snarere end kronen, således at ejendom, der har tilhørt pesoner, der dør i grevskabet Cornwall uden testamente eller identificerbare arvinger, og aktiver, der tilhører opløste virksomheder, hvis registrerede kontor var i Cornwall, overgår til hertugdømmet.
Hertugdømmet blev oprettet med det udtrykkelige formål at skaffe indkomst til tronfølgeren; dog begrænser vilkårene for den oprindelige skabelse titlen "hertug af Cornwall" til monarkens ældste søn, hvis og kun hvis denne søn også er arvingen. Også efter den nye britiske tronfølgelov, der trådte i kraft i 2015, vil monarkens ældste barn (uanset køn) normalt være hendes arving, men der er ikke foretaget nogen ændring for at tillade en ældste datter at tage titlen hertug af Cornwall. Hertugen af Cornwall har såkaldt 'interest in possession' af hertugdømmets aktiver (såsom godser), hvilket betyder, at de nyder godt af dets nettoindkomst, men ikke har direkte ejerskab og ingen ret til at sælge dets aktiver til egen fordel.
I 1913 afgav regeringens advokater en udtalelse om, at hertugen af Cornwall ikke er skattepligtig, hvad angår indkomst fra hertugdømmet. Siden 1993 har prins Charles dog frivilligt indvilget i at betale indkomstskat efter de almindelige satser.
Siden vedtagelsen af den britiske lov "Sovereign Grant Act 2011" vil indtægterne fra hertugdømmet Cornwall gå til arvingen til tronen, uanset om denne arving er hertugen af Cornwall. I tilfælde af at arvingen er mindreårig, vil 10 % af indtægterne gå til arvingen, mens resten tilfalder kronen.
Hertugdømmet genererede indtægter på £21,7 mio. i 2017-18. Dette finansierede udover familiens private udgifter de fleste af prinsen af Wales og hertuginden af Cornwalls officielle og velgørende aktiviteter såvel som de officielle udgifter for prins Charles' ældste søn prins William, hertug af Cambridge, hans kone Catherine, hertuginde af Cambridge og prins Harry.

## Juridisk status og yderligere rettigheder
Både hertugdømmet Cornwall og hertugdømmet Lancaster – som siden 1399 er en titel, som indehaves af monarken i personlig egenskab – har særlige juridiske rettigheder, som ikke er tilgængelige for andre jordejendomme. Det gælder som nævnt ovenfor reglerne om bona vacantia, retten til ejerløs ejendom i grevskabet Cornwall, som tilfalder hertugdømmet. Hertugen ejer omkring tre femtedele af Cornwalls forstrand og 'fundus', dvs. flodbunden, i sejlbare floder, og har strandret til alle skibe, der er forlist på korniske kyster, og også til hvaler og stør. Hertugdømmet Cornwall er desuden havnemyndigheden for St Mary's Harbour, den vigtigste havn på Scilly-øerne. Der er separate statsadvokater for hertugdømmerne. Embedet High Sheriff of Cornwall udpeges af hertugen af Cornwall, ikke monarken, i modsætning til de andre grevskaber i England og Wales.
I retssagen Bruton v. ICO fandt den første retsinstans, at hertugdømmet var en offentlig myndighed i henhold til Environmental Information Regulations 2004. The Guardian rapporterede i 2011, at prinsen af Wales siden 2005 er blevet bedt om at give sit samtykke til en række udkast til lovforslag om sager lige fra byplanlægning til gambling, fordi det kan påvirke hertugdømmet Cornwalls interesser. Andrew George, det liberal-demokratiske parlamentsmedlem fra St Ives, bemærkede, at "Hertugdømmet hævder, at det blot er en privat ejendom. De fleste mennesker vil blive forbavset over at erfare, at det ser ud til at have effektiv vetoret overfor regeringen." Advokaten David Gollancz skrev i Guardian, at: "Hertugdømmet udøver en enestående række af juridiske beføjelser, som andre steder er forbeholdt kronen... Det virker unormalt, og bekymrende, at sådan en enorm ejendom, skabt og tildelt ved lov, og som udøver betydelige juridiske beføjelser, skulle være i stand til at undslippe offentlig kontrol ved at kalde sig selv en privat ejendom."
For nogle korniske aktivister beskrives det administrative område Cornwall selv, de jure, som et hertugdømme i modsætning til et almindeligt grevskab, og hertugdømmets godser adskiller sig fra hertugdømmet selv, idet de selv er blevet annekteret og forenet med "det førnævnte hertugdømme". Kilbrandon-kommissionen (Royal Commission on the Constitution) anbefalede i 1973, at Cornwall officielt blev omtalt som "hertugdømmet" ved, hvad det beskrev som "passende lejligheder" i betragtning af karakteren af grevskabets "særlige forhold" til kronen. Betegnelsen findes undertiden brugt uformelt i forhold til grevskabet som helhed.
Historisk set var alle dommere i de engelske rejsende domstole ("assises"), som besøgte Cornwall, også permanente medlemmer af Prinsens Råd, som fører tilsyn med hertugdømmet Cornwall og rådgiver hertugen. Der er registreret mindst tre tilfælde, hvor prinsen tilsidesatte kongen ved at instruere sine embedsmænd om at ignorere eller ikke adlyde ordrer udstedt til dem af Kongens kansli.

## Ejendomsselskab
Cornwall er et len, og indtægterne fra lenet betragtes som hertugens private indtægter.
I 1600-tallet blev hertugdømmets ejedomme klassificeret som en af tre grupper:
1. Antiqua maneria – gamle herregårde der tilhørte jarlen af Cornwall i selve Cornwall
2. Forinseca maneria (fremmede herregårde) – herregårde uden for Cornwall, men som var forbundet med hertugdømmet Cornwall ved oprettelsen.
3. Annexata maneria, eller annekterede herregårde – de herregårde der i tidens løb var blevet tilføjet til hertugdømmets besiddelser efter oprettelsen som palatinatsgrevskab.[11]

I dag ejer hertugdømmet 531,3 km2 jord - svarende til ca. 0,2% af alt land i Storbritannien - i over 23 grevskaber, og fungerer som et ejendomsselskab med omfattende besiddelser der inkluderer landsbrugsjord, udlejningsboliger og kommercielle bygninger. Områderne dækker også vandområder og flodmundinger, der bl.a. bruges til fiskeri.
Overskuddet fra driften tilfalder hertugen. Er der ingen hertug, tilfalder indtægten kongen (eller den regerende dronning).
Selvom navnet er Cornwall, ligger de fleste af hertugdømmets besiddelser i landets øvrige grevskaber, med forholdsvis mest i Devon, der grænser op til Grevskabet Cornwall. Besiddelserne i selve Cornwall udgør 13 % af hertugdømmets samlede jordarealer.
Hertugdømmets ejendomme styres fra syv kontorer:
- London Head Office
- Hereford Office, Dewsall, Hereford
- Eastern District Office, Newton St Loe, Somerset
- Poundbury Office, Poundbury, Dorchester, Dorset
- Western District Office, Restormel Manor, Lostwithiel, Cornwall
- Dartmoor Office, Dartmoor, Yelverton, Devon
- Isles of Scilly Office, Hugh Town, Isles of Scilly[37]

De fleste ejendomme er udlejet og forvaltet, særligt landbrugsjord, mens størstedelen af skovene og ferieboligerne bliver drevet direkte af hertugdømmet. Ferieboligerne drives fra Restormel Manor, nær Lostwithiel.
Hertudømmet Cornwall ejer cricketbanen The Oval i London, der blev bygget på jord i Kennington der var en del af af de jordbesiddelser, som hertugdømmet havde ved oprettelsen. Hertugdømmet har også planlagt opførsel af nyt byggeri i Poundbury, nær Dorchester i Dorset.
| Forinseca maneria         |                           |
| Type                      | Navn                      |
| Honour                    | Berkhamsted               |
| Honour                    | St. Valery                |
| Honour                    | Wallingford               |
| Herregård                 | Byfleet                   |
| Fee-farm                  | City of Exeter            |
| Herregård                 | Lydford                   |
| Chace (skov)              | Dartmoor (del af Lydford) |
| Herregård og borg borough | Bradninch                 |
| Vand og flod              | Dartmouth                 |
| Herregård                 | Meere                     |
| Herregård                 | Knaresborough             |
| Herregård                 | Castle Rising             |
| Herregård                 | Cheylesmore               |
| Herregård                 | Kennington                |
| Herregård                 | Fordington                |

### Monumenter og fortidsminder
Med sine jordbesiddelser ejer hertugdømmet over 270 monumenter i form af bl.a. fæstninger og fortidsminder, der er fredet eller under lignende beskyttelse. Ud af disse bliver 16 drevet af English Heritage:
- Scillyøerne
  - St. Mary's
    - Halangy Down: resterne af en landsby fra jernalderen og Bant's Carns gravkammer ved siden af[44]
    - Innisidgen: to gravkamre fra bronzealderen[45]
    - Porth Hellick: grav fra bronzealderen[46]
    - Garrison Walls: mure der omkranser den vestlige del af Hugh Town. Den blev påbegyndt omkring 1588, og blev udbygget ca 1715-1746 som en del af øens forsvarsværker[47]
    - Harry’s Walls: en ufuldendt forsvarsværk bygget i 1552-1553 over havnen i Hugh Town, der ligger i bugten St Mary's Pool.[48]

- - Tresco
    - Cromwell's Castle: rundt tårn, der er en af de få bevarede forsvarsværker fra da Oliver Cromwell regerede Storbritannien. Bygget i 1651 efter af kavalererne efter de havde erobret Scillyøerne fra Rundhovederne[49]

  - King Charles's Castle: ruinerne af en fæstning fra midten af 1500-tallet. Rundhovederne brugte den under den engelske borgerkrig, hvorfra den har sit navn.[50]
  - Old Blockhouse: velbarede ruinerne af et mindre kanontårn fra 1500-tallet, der beskyttede havnen i Old Grimsby.[51]

- Cornwall
  - The Hurlers: cirkulær stensætning fra bronzealderen[52]
  - Launceston Castle: borg fra middelalderen, der oprindeligt blev bygget efter den normanniske erobring, da Vilhelm Erobreren gjorde sin halvbror, Robert af Mortain til jarl af Cornwall. Den har siden været brugt som bl.a. fængsel og retssager, samt hængning af adskillige kriminelle. Den sidste blev henrettet her i 1821.[53]
  - Restormel Castle: borg fra middelalderen, der blev opført i begyndelsen af 1300-tallet som et symbol på rigdom og status. Det har været hjem for Den Sorte Prins, Edvard, der var den første hertug af Cornwall.[54]
  - Tintagel Castle: ruinerne af en borg fra middelalderen opført i 1200-tallet, der tilhørte Richard af Cornwall. Forbindes også med legenden om kong Arthur.[55]

- Devon
  - Lydford Castle: en fæstningstårn fra 1100-tallet, der blev brugt som fængsel i en lang periode.[56]
  - Grimspound: bosættelse fra slutningen af bronzealderen, hvor rester af huse og en lang stenmur er bevaret.[57]

- Dorset
  - Maiden Castle: det største og bedst bevarede jernaldervoldsted i hele Europa.[58]

- Hertfordshire
  - Berkhamsted Castle: ruinerne af en stor motte-and-baileyborg fra 1000-tallet.[59]

## Strid om beskatning
Regeringen anser hertugdømmet for at være et organ tilknyttet kronen og derfor fritaget for at betale selskabsskat. Hertugdømmets skattemæssige stilling er blevet udfordret af britiske republikanere. I 2012, efter en afgørelse om, at hertugdømmet var adskilt fra prins Charles med henblik på regulering, bad den britiske kampagneorganisation Republic, der arbejder for et valgt statsoverhoved i Storbritannien, det britiske skattevæsen HM Revenue and Customs om at undersøge, om hertugdømmet stadig skulle være fritaget for skat. Skattefritagelsen er baseret på den antagelse, at hertugdømmets gods er uadskilleligt fra prins Charles' skattefrie person.
Siden 1993 har prinsen af Wales frivilligt betalt indkomstskat af hertugdømmets indkomst minus beløb, som han anser for at være officielle udgifter. Prinsen betalte et frivilligt bidrag til staten på 50 % af sin indkomst fra hertugdømmet fra det tidspunkt i 1969, hvor han som 21-årig blev berettiget til at modtage de fulde indtægter. Fra og med sit ægteskab i 1981 betalte han 25 %, indtil den nuværende ordning begyndte i 1993. Skatten beregnes efter fradrag af officielle udgifter, hvoraf den største kilde er prinsens personale på omkring 110 personer, som hjælper med hans udførelse af officielle opgaver, herunder privatsekretærer og en tjener, der arbejder på hans kontor i Clarence House og i Highgrove House. Prinsen af Wales' officielle udgifter revideres ikke af den britiske rigsrevision National Audit Office.

## Hertuger af Cornwall
De fleste hertuger af Cornwall har brugt Prins af Wales som deres hovedtitel, men hertugen har ofte måttet vente på sin hovedtitel.
- 1337-1376: Edvard (den sorte prins), søn af Edvard 3. af England, blev fyrste af Wales i 1343.
- 1399-1413: Henrik 5. af England, blev også fyrste af Wales i 1399.
- 1421-1422: Henrik 6. af England, nåede ikke at blive fyrste af Wales, inden han et år gammel blev konge af England.
- 1453-1470: Edvard af Lancaster, søn af Henrik 6. af England, blev fyrste af Wales i 1454.
- 1470-1483: Edvard 5. af England, blev fyrste af Wales i 1471.
- 1483-1484: Edvard af Middleham, søn af Richard 3. af England, blev også fyrste af Wales 1483.
- 1486-1502: Arthur Tudor, blev fyrste af Wales i 1589.
- 1502-1509: Henry Tudor, blev prins af Wales i 1504, kendt som Henrik 8. af England.
- Januar-februar 1511: Henry, ældste søn af Henrik 8. af England.
- December 1514: Henry, næstældste søn af Henrik 8. af England.
- 1537-1547: Edvard 6. af England, blev også fyrste af Wales 1537.
- 1603-1612: Henry Frederick, søn af Jakob 6. af Skotland og 1. af England, blev fyrste af Wales i 1610, opkaldt efter sine bedstefædre: Henry Stuart, Lord Darnley og kong Frederik 2. af Danmark.
- 1612-1625: Karl 1. af England, blev fyrste af Wales i 1616.
- marts 1629: Charles James Stuart, født og død den 13. marts 1629.
- 1630-1649: Karl 2. af England, blev fyrste af Wales i 1638.
- 10. juni 1688-1702: James Francis Edward Stuart (søn af Jakob 2. af England og brorsøn af Karl 2.), blev fyrste af Wales 4. juli 1688, efter faderens afsættelse som konge i 1701, blev James kendt som (den gamle) tronkræver i Skotland.
- 1. august 1714-1727: Georg 2. af Storbritannien, blev fyrste af Wales den 27. september 1714.
- 1727-1751: Frederik Ludvig af Wales, blev Hertug af Edinburgh i 1726, var hertug af Cornwall og Edinburgh 1727-1729, også fyrste af Wales 1729-1751.
- 12. august 1762-1820: Georg 4. af Storbritannien, blev fyrste af Wales den 19. august 1762.
- november 1841-januar 1901: Edward 7. af Storbritannien, blev fyrste af Wales i december 1841.
- januar 1901-1910: Georg 5. af Storbritannien, blev fyrste af Wales i november 1901.
- 6. maj 1910-1936: Edward 8. af Storbritannien , blev fyrste af Wales den 23. juni 1910.
- 1952-2022: Charles 3. af Storbritannien, blev fyrste af Wales i 1958.
- 8. september 2022-nu: Prins William, blev fyrste af Wales i 2022.